# Municipio de Farrington
El municipio de Farrington (en inglés: Farrington Township) es un municipio ubicado en el condado de Jefferson en el estado estadounidense de Illinois. En el año 2010 tenía una población de 567 habitantes y una densidad poblacional de 5,96 personas por km².

## Geografía
El municipio de Farrington se encuentra ubicado en las coordenadas 38°25′53″N 88°44′48″O / 38.43139, -88.74667. Según la Oficina del Censo de los Estados Unidos, el municipio tiene una superficie total de 95.21 km², de la cual 95,02 km² corresponden a tierra firme y (0,2 %) 0,19 km² es agua.

## Demografía
Según el censo de 2010, había 567 personas residiendo en el municipio de Farrington. La densidad de población era de 5,96 hab./km². De los 567 habitantes, el municipio de Farrington estaba compuesto por el 96,65 % blancos, el 0,71 % eran afroamericanos, el 0,53 % eran asiáticos, el 1,23 % eran de otras razas y el 0,88 % eran de una mezcla de razas. Del total de la población el 0,88 % eran hispanos o latinos de cualquier raza.